# When Daylight's Gone
When Daylight's Gone è il primo album dei Graveworm. Uscì nel 1997 per conto della Serenades Records ma è stato successivamente pubblicato nel 2001 dalla Last Episode.

## Tracce
1. Awake - 6:29
2. Lost Yourself - 5:35
3. Far Away - 7:25
4. Eternal Winds - 5:14
5. Dark Silence - 1:32
6. Tears From My Eyes - 4:14
7. When The Sky Turns Black - 4:59
8. Another Season - 5:19
9. Aeons Of Desolation - 4:08

Bonus tracks:
1. Awaiting the Shining - 3:52
2. Awake...Thy Angels of Sorrow - 5:03
3. By the Grace of God (The Hellacopters cover) - 4:55
4. How Many Tears (Helloween cover) - 6:05